# Аналогни телефонски адаптер
Аналогни телефонски адаптер (АТА) је уређај за повезивање традиционалних аналогних телефона, факс машина и случних корисничких уређаја на дигитални телефонски систем или на интернет интернет телефонију.
АТА се углавном састоји од малог кућишта са интерним или екстерним адаптером, етернет портом, једним или више телефонсих портова. Ата омогућава сигнални тон и остале стандардне телефонске сигнале који јављају да је телефон повезан са утичницом. 
Дигитални интерфејс Аналогног телефонског адаптера обично садржи етернет порт за конектовање на Интернет протокол мреже, али може може бити и УСБ порт за повезивање са рачунаром.
Користећи Аналогни телефонски адаптер могуће је да се повежемо на VoIP сервер. АТА комуницира са сервером користећи портове  H.323, SIP, MGCP, SCCP или IAX и кодира и декодира звучне сигнале користећи следеће врсте кодека  G.711, G.729, GSM, iLBC или неке друге. АТА троше просечно од 3 до 5 вати електричне енергије, зависи од модела и произвођача.

### Сврха
АТА се повезује између IP мреже и постојеће утичнице на телефону. Аналогно телефонски адаптер користе многе VoIP компаније како би продавале своје услуге, јер се уређај користи како би заменио корисников традиционални телефонски прикључак.